# Marcel Lacour
Marcel Lacour (Crisnèe, 27 marzo 1890 – Crisnèe, 19 marzo 1925) è stato un ciclista su strada belga.
Professionista dal 1912 al 1925, fu  secondo alla Liegi-Bastogne-Liegi nel 1920.
Tra i suoi successi si ricorda la Bruxelles-Gand del 1914.

## Palmarès

### Strada
- 1914

Bruxelles-Gand

#### Altri successi
- 1921

Critérium di Bruxelles

## Piazzamenti

### Grandi Giri
- Tour de France

1919: ritirato
1922: ritirato
1923: ritirato

### Classiche monumento
- Milano-Sanremo

1919: 42º
- Giro delle Fiandre

1922: 20º
- Liegi-Bastogne-Liegi

1919: 12º
1920: 2º
- Parigi-Roubaix

1921: 13°